# Tomasz Bielawski
Tomasz Władysław Bielawski (ur. 16 czerwca 1960 r. w Warszawie) – polski lekarz weterynarii, regionalista, animator kultury, kolekcjoner, fotograf.

## Życiorys
Syn Jerzego i Marii Elwiry z domu Kuchar, wnuk Wacława Kuchara. Absolwent VI Liceum Ogólnokształcącego im. Tadeusza Reytana w Warszawie (1978) i Szkoły Głównej Gospodarstwa Wiejskiego w Warszawie, Wydział Medycyny Weterynaryjnej (1983).
Od 1983 roku pracuje w Krasnosielcu. Przewodniczący Społecznej Rady Przyjaciół Gminnego Ośrodka Kultury w Krasnosielcu (od 1995). Organizator i współorganizator imprez kulturalnych na terenie gminy Krasnosielc. Założyciel i członek Krasnosielskiej Kapeli Podwórkowej. Współzałożyciel i członek Wiejskiego Kabaretu „Pięta”. Prezes Towarzystwa Przyjaciół Ziemi Krasnosielskiej (2002–2012).
Publicysta czasopism regionalnych i fachowych. Kolekcjoner aparatów stereoskopowych i wszystkiego, co jest związane ze stereofotografią – członek Polskiego Klubu Stereoskopowego. Fotograf 3D. Autor wystaw indywidualnych i zbiorowych (m.in. wystawy „Legowiska – stereofotografie z kolekcji Tomasza Bielawskiego” w Galerii Miejskiej Arsenał w Poznaniu, 2017, i wystawy „Trzy wymiary Namibii” w Muzeum Fotografii w Janowie Lubelskim, 2020).
Członek Sądu Lekarsko-Weterynaryjnego Warszawskiej Izby Lekarsko-Weterynaryjnej w Warszawie (od 2001) i Sądu Lekarsko-Weterynaryjnego Krajowej Izby Lekarsko-Weterynaryjnej (od 2013).
Uhonorowany odznaką „Zasłużony dla województwa ostrołęckiego”, laureat konkursu „Wolontariat” oraz konkursu „Blog Roku 2007” w kategorii „Zainteresowania i pasje”. W 2017 roku wygrał 4. odcinek 1. serii telewizyjnego talent show „The Brain. Genialny umysł” (umiejętność: dostrzeganie minimalnych różnic). W 2019 otrzymał odznakę honorową „Zasłużony dla Rolnictwa”.
Jest współzałożycielem (w 2017) wirtualnego Muzeum Trójwymiaru.